# Leopold Joseph von Daun
El Conde Leopold Joseph von Daun (Viena, 24 de septiembre de 1705-ibid., 5 de febrero de 1766) fue un militar austriaco. Era hijo del Conde Wirich Philipp von Daun. Gran reformador del ejército austriaco del siglo XVIII, es conocido por ser uno de los pocos generales que consiguieron derrotar a Federico II de Prusia.

## Vida
Leopold Joseph von Daun era hijo del Mariscal de Campo Wirich Philipp von Daun.
A la edad de 40 años (1745) contrajo matrimonio con Maria Josepha Gräfin Fuchs, viuda del Mariscal de Campo Nostitz, y ese mismo año nació su primera hija, María Teresa. Entre 1746 y 1748 nacieron sus dos hijos Franz Karl y Leopoldo.

## Carrera

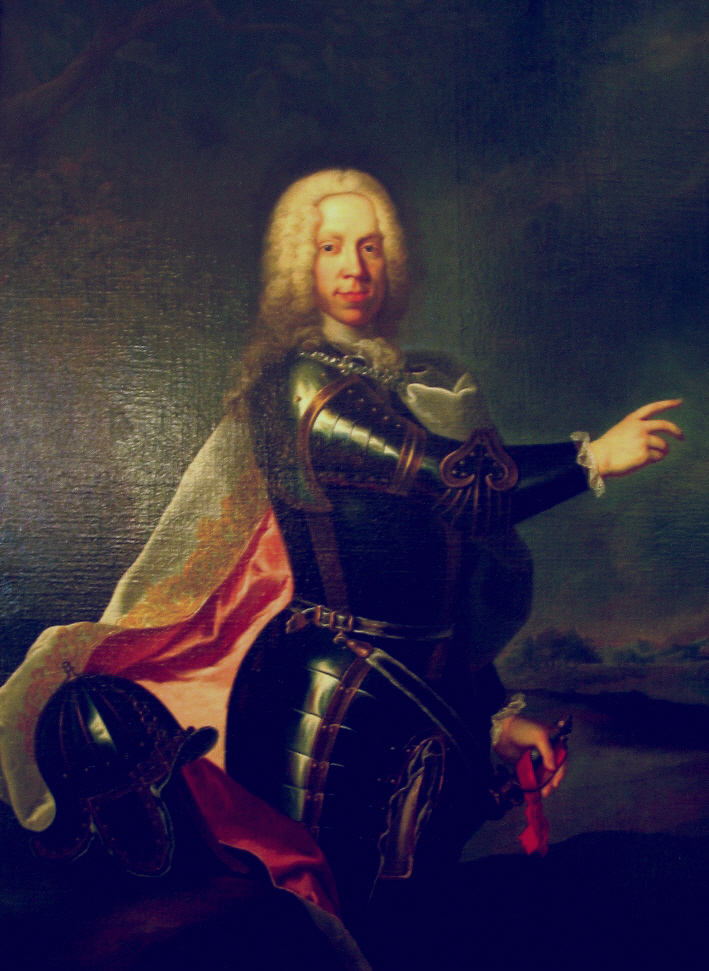
Wirich Philipp von Daun.

Estaba destinado a la carrera eclesiástica, pero su natural inclinación por el ejército, en donde su padre y abuelo habían sido distinguidos generales, resultaron irresistibles para él.
En 1718 a la edad de trece años ingresa en el ejército imperial con el rango de alférez sirviendo en la campaña militar de Sicilia, en el regimiento de su padre. A la edad de veintiséis fue ascendido a coronel y le fue concedido el mando de un regimiento de infantería a las órdenes de su padre, sirviendo en Italia y en el Rin durante la Guerra de Sucesión Polaca (1734-1735). Al final de la Guerra de Sucesión Polaca, en 1736 fue ascendido a general de división.
Combatió en las numerosas campañas que Austria llevó a cabo sin mucho éxito contra el Imperio Otomano (1737-1739).
En la Guerra de Sucesión Austriaca participó en la batalla de Chotusitz (14 de mayo de 1742), donde ganó reputación de frialdad bajo el fuego enemigo. Comandó en las batallas de Hohenfriedberg y de Soor.
Luego sirvió en los Países Bajos y tomó parte en la Batalla de Val. Fue muy apreciado por María Teresa, quien le nombró comandante de Viena y Caballero de la Orden del Toisón de Oro.
En la Guerra de los Siete Años, Daun, Mariscal de Campo desde 1754, fue el primer general en conseguir derrotar a Federico II de Prusia en una batalla, lo cual ocurrió en la batalla de Kolín (1757). Sin embargo, no se puso el ejército austriaco a sus órdenes directas.
En Leuthen estuvo bajo el mando de Carlos Alejandro de Lorena, por lo que no se le puede responsabilizar de la derrota. Tras la batalla de Leuthen fue nombrado comandante en jefe de las fuerzas austriacas.
Venció a los prusianos en Hochkirch y Maxen, pero fue derrotado en Liegnitz, Torgau y Buskerdorf.
En Hochkirch utilizó múltiples columnas y consiguió sorprender a Federico II y aunque los prusianos fueron capaces de escapar, el éxito ahora correspondía a los austriacos, que habían tenido menos bajas y habían capturado 101 cañones.
En Torgau, fue gravemente herido, pero la victoria prusiana fue conseguida con un alto coste en bajas.
En Buskerdorf (1762) fue sorprendido por Federico II al utilizar el rey prusiano columnas dispersas.

## Reformas

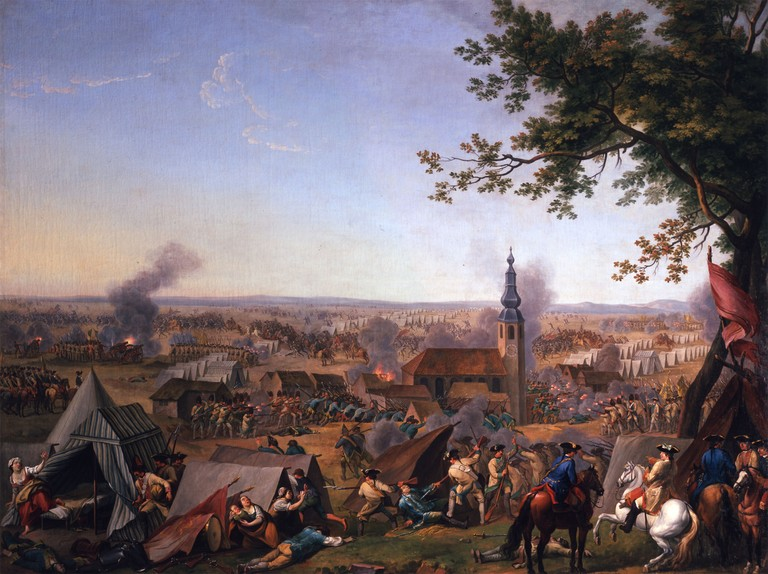
La batalla de Hochkirch. Obra de Hyacinth de La Pegna.

Fue uno de los mayores reformadores del ejército austriaco. Redactó el nuevo reglamento para el entrenamiento de la infantería y la caballería y se hizo cargo de la academia militar de Viena.
Daun contribuyó a la profesionalización del ejército austriaco y fue uno de los fundadores de la academia militar inaugurada en Wiener-Neustadt en 1752. Era partidario de nombramientos y ascensos sin tener en cuenta el rango social.
Daun intentó siempre mejorar la selección del personal en el ejército austriaco, y en 1758 obtuvo el consentimiento de María Teresa para crear un Estado Mayor adecuado a sus exigencias.
En 1759 Daun organizó por primera vez en el ejército austriaco una batería de artillería a caballo y ayudó a desarrollar el cuerpo de ingenieros.
Cuando los austriacos capturaron una copia del manual prusiano para instruir a los oficiales, Daun quedó impresionado y escribió uno similar para el ejército austriaco.
Su éxito fue reconocido cuando fue nombrado presidente del Hofkriegsrat (Consejo de Guerra de la Corte de Austria) en 1762, el puesto de mayor categoría en el ejército austriaco.
Utilizó su cargo para instituir numerosas reformas, pero sus planes se vieron truncados por su muerte. Gran parte de la educación militar inventiva y exitosa en el ejército austriaco se debía a Daun.

## El "Arte de la Guerra" de Leopold Joseph von Daun

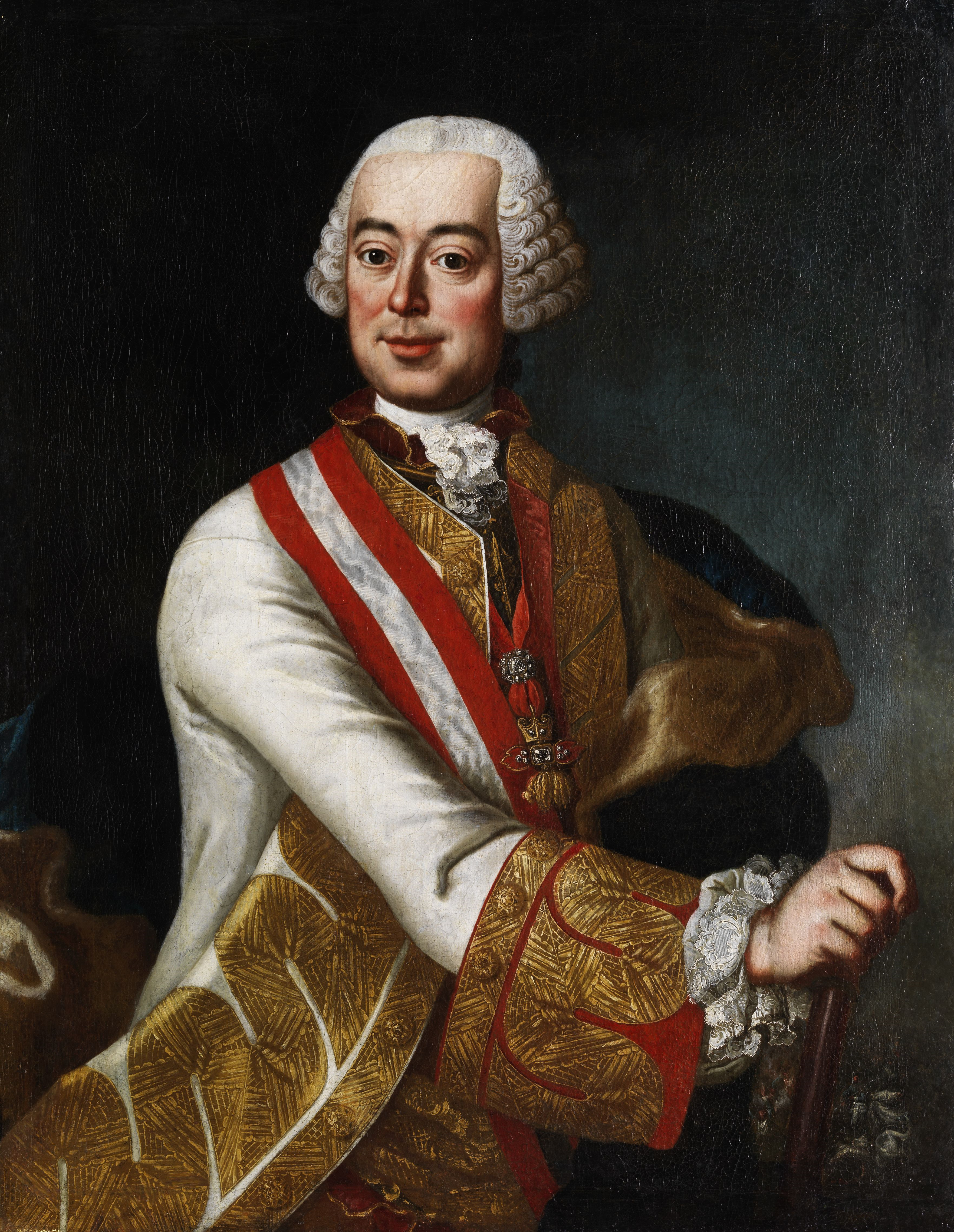
Leopold Joseph von Daun

Si bien no era tan diestro ni audaz como Federico II de Prusia, fue un maestro en la guerra de posición y un oponente del rey prusiano mucho más hábil que Carlos Alejandro de Lorena.
Sus fuerzas fueron sus habilidades de organización y su comprensión de la logística, su capacidad de maniobra eficaz y su buen ojo para analizar el terreno.
A partir de la batalla de Kolín, desarrolló la táctica de defensa activa, negándose a enfrentarse a Federico II en batalla a no ser que se encontrase en las condiciones más favorables para la victoria.
El concepto estratégico de Daun era mucho más que evitar la batalla, tan frecuente en el siglo XVIII. La experiencia de la guerra de Sucesión de Austria le había mostrado que la fuerza austriaca residía en la artillería y en la caballería ligera. Ideaba sus planes de campaña para sacar el máximo rendimiento de estos recursos.
Mantenía el contacto con los prusianos utilizando su propio ejército y el de sus comandantes subordinados para actuar como una amenaza permanente para las fuerzas de Prusia, tratando de combinar en una fuerza abrumadora y para dar la batalla, preferentemente desde una posición segura y atrincherada.
Con estas tácticas ganó en Kolín y otros encuentros de las tropas de Daun con los prusianos, que resultaron muy costosos para ellos.
Sin embargo, cuando se trataba de explotar una victoria o llegaba la hora de tomar la ofensiva, dejaba mucho que desear. Hubo momentos en que es difícil diferenciar si Daun actuó con cautela o con indecisión, y eso se debe a que sentía mucho respeto por las cualidades marciales de Federico II.